# One 2 Ka 4
One 2 Ka 4 - bollywoodzki film akcji, komediodramat miłosny i musical jednocześnie. Wyreżyserował go w roku 2001 Shashalal K.Nair. W rolach głównych wystąpili Shah Rukh Khan, Jackie Shroff i Juhi Chawla.
Tematem filmu jest dochodzenie w sprawie śmierci oficera policji prowadzone przez jego partnera. Film podejmuje też temat uczciwości i przestępczości w policji i przyjaźni w imię której główny bohater podejmuje się odpowiedzialności za opiekę nad dziećmi nieżyjącego przyjaciela przy okazji zakochując się w ich opiekunce. Zdjęcia do filmu (S.Kumar) kręcone były w Kuala Lumpur w Malezji. Choreografię stworzyła Farah Khan.

## Fabuła
Javed Abbas (Jackie Shroff) wdowiec, oficer policji z czwórką dzieci razem ze swoim partnerem beztroskim Arunem Varmą (Shah Rukh Khan) ciężko i uczciwie pracują rozpracowując gang narkotykowy. W trakcie jednej z akcji Javed zostaje w tajemniczych okolicznościach zastrzelony. Arun jako jego najbliższy przyjaciel przejmuje opiekę nad dziećmi, których sympatii dotychczas nie udało mu się uzyskać. Nie umiejąc pogodzić pracy w policji i niespodziewanej roli ojca zbuntowanej czwórki Arun prosi o pomoc Geetę Choundhary (Juhi Chawla). Gdy wprowadza się ona do ich domu, Arun doświadcza spokoju i radości posiadania domu rodzinnego. Codzienna bliskość, dzielenie trudu rodziców wobec dzieci zbliża młodych ze sobą. Arun i Geeta zakochują się w sobie. Ale pewnego razu Arun prowadząc dochodzenie w sprawie śmierci partnera, spotyka w nocnym lokalu dziewczynę łudząco podobną do Geety. Tańczy ona z bossem narkotykowym, którego Arun podejrzewa o zamordowanie Javeda.

## Obsada
- Shahrukh Khan – Arun Verma
- Juhi Chawla – Geeta Choudhary
- Jackie Shroff – Javed Abbas
- Maria Menounos – Glinda
- Nirmal Pandey – Krishan Kant Virmani
- Dilip Joshi – Champak
- Akash Khurana – Komisarz policji
- Sahila Chadda – Bipasha
- Suresh Chatwal – inspektor Rajendra
- Rajendranath Zutshi - Savant

## Muzyka filmowa
Twórcą muzyki jest sławny w Indiach A.R. Rahman, autor muzyki do takich filmów jak: z 1995 Mumbaj i Rangeela, z 1998 Dil Se i Earth, z 1999 Taal, z 2000 Saathiya i Fiza, z 2001 Lagaan, z 2004 Yuva i Swades, z 2005 Water i Rebeliant i z 2006 Rang De Basanti.
- Piosenki:

1. „Khamoshiyan Gungunane Lagi” – Lata Mangeshkar i Sonu Nigam
2. „Sona Nahi Na Sahi” – Alka Yagnik i Udit Narayan
3. „I Am Sorry” – Udit Narayan, Srinivas i Poonam Bhatia
4. „Haye Dil Ki Bazi Laga” – Alka Yagnik i Udit Narayan
5. „Osaka Muriya” – Sonu Nigam i Rageshwari
6. „Allay Allay” – Sukhwindher Singh i Shaan
7. „One Two Ka Four” – Clinton